# Sphinx de Vesec
Pour les articles homonymes, voir Sphinx.
Le Sphinx de Vesec (en tchèque : Sfinga v Vesec) est un bloc erratique situé près de Kovářov, dans le district de Písek, en République tchèque.

## Description
Le « Sphinx » se trouve dans une zone boisée située à environ deux kilomètres à l'ouest de Kovářov. Formé de granite et recouvert de mousse, le bloc erratique ressemble vaguement à un sphinx.